# Paullinia subnuda
Paullinia subnuda är en kinesträdsväxtart som beskrevs av L. Radlk.. Paullinia subnuda ingår i släktet Paullinia och familjen kinesträdsväxter. Inga underarter finns listade i Catalogue of Life.